# Região Geoadministrativa de João Pessoa
A Região Geoadministrativa de João Pessoa é uma região geoadministrativa brasileira localizada no estado da Paraíba. É formada por quatorze municípios.
Seus gerentes regionais são Ivan Sousa da Silva, Geovani Freire dos Santos, Reginaldo Araújo, Valdemir Praxedes Ferreira, Jaido Rodrigues, Leôncio Duarte Cardoso, Marlindo Francelino Gomes, Rosimery Barbosa, Helena Lourenço e João Deon da Silva.

## Municípios
- Alhandra
- Bayeux
- Caaporã
- Cabedelo
- Conde
- Cruz do Espírito Santo
- João Pessoa
- Lucena
- Mari
- Pitimbu
- Riachão do Poço
- Santa Rita
- Sapé
- Sobrado